# كارلوس سيسنيروس
كارلوس سيسنيروس (بالإسبانية: Carlos Cisneros) مواليد نوفمبر 1933 ، هو لاعب كرة سلة أرجنتيني سابق.